# Janet Fookes, Baroness Fookes

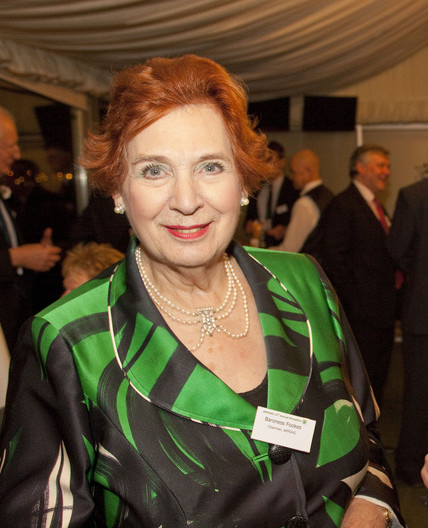
Janet Fookes, Baroness Fookes (2011)

Janet Evelyn Fookes, Baroness Fookes DBE DL (* 21. Februar 1936) ist eine britische Politikerin der Conservative Party, die 37 Jahre lang Abgeordnete des House of Commons war und seit 1997 als Life Peeress Mitglied des House of Lords sowie seit 2002 dessen stellvertretende Sprecherin ist.

## Leben

### Kommunalpolitikerin und Unterhausabgeordnete
Janet Fookes war nach dem Schulbesuch und einem Studium zwischen 1958 und 1970 als Lehrerin tätig. Ihre politische Laufbahn begann sie in der Kommunalpolitik und war zwischen 1960 und 1961 sowie erneut von 1963 bis 1970 Mitglied des Rates des Borough of Hastings, in dem sie zuletzt zwischen 1967 und 1970 auch Vorsitzende des Bildungsausschusses war.
Bei den Unterhauswahlen am 18. Juni 1970 wurde Janet Fookes als Kandidatin der Conservative Party erstmals als Abgeordnete in das House of Commons gewählt und vertrat in diesem zunächst den Wahlkreis Merton and Morden sowie nach der Wahl vom 28. Februar 1974 bis zu den Wahlen am 1. Mai 1997 den Wahlkreis Plymouth Drake.
Als engagierte Tierschützerin begann sie 1973 ihren Einsatz für die Royal Society for the Prevention of Cruelty to Animals (RSPCA) und gehörte bis 1992 deren Beirat an und war von 1979 bis 1981 auch Vorsitzende der RSPCA.

### Parlamentarisches Engagement und stellvertretende Unterhaussprecherin
Während ihrer 37-jährigen Parlamentszugehörigkeit war sie zwischen 1975 und 1979 Vorsitzende des Unterausschusses für Bildung, Künste und Inneres im Unterhausausschuss für Ausgaben sowie zwischen 1976 und 1997 Mitglied der Gruppe des Unterhaussprechers der Ausschussvorsitzenden. Nachdem sie von 1979 bis 1985 Sekretärin war, fungierte sie zwischen 1985 und 1992 als Vize-Vorsitzende der überparteiliche Gruppe für Psychohygiene sowie zeitgleich als Vorsitzende der Parlamentsgruppe für Tierschutz. In diese Zeit fielen auch ihre Gesetzesentwürfe im Bereich sexueller Straftaten (Sexual Offences Act 1985) sowie gegen Kampfhunde (Dangerous Dogs Act 1987).
Weiterhin war sie zwischen 1980 und 1992 Mitglied des Beirates der Stonham-Wohnungsbaugesellschaft sowie von 1980 bis 1997 des Beirates der Wohlfahrtsorganisation SSAFA Forces Help. Zwischen 1983 und 1992 war Frau Fookes Mitglied des Unterhausausschusses für Inneres und engagierte sich von 1987 bis 1997 auch als Mitglied der Kommission des Commonwealth of Nations für Kriegsgräberstätten sowie zwischen 1989 und 2004 als Mitglied des Verwaltungsrates des University College Plymouth St Mark & St John.
Für ihr langjähriges politisches und gesellschaftliches Engagement wurde sie 1989 als Dame Commander des Order of the British Empire geadelt und führte fortan den Namenszusatz „Dame“.
Zum Ende ihrer Unterhausmitgliedschaft wurde Frau Fookes am 6. Mai 1992 stellvertretende Sprecherin des Unterhauses (Deputy Speaker of the House of Commons) und übte dieses Amt bis zu ihrem Ausscheiden aus dem Unterhaus am 14. Mai 1997 aus. Zeitgleich war sie Zweite Stellvertretende Vorsitzende des einflussreichen Ausschusses für Wege und Mittel (Committee of Ways and Means) sowie stellvertretende Vorsitzende der Ausschüsse.

### Oberhausmitglied und stellvertretende Sprecherin des Oberhauses
Nach ihrem Ausscheiden aus dem Unterhaus wurde Janet Fookes durch ein Letters Patent vom 30. September 1997 als Baroness Fookes, of Plymouth in the County of Devon, zur Life Peeress erhoben. Kurz darauf erfolgte ihre Einführung als Mitglied des House of Lords.
Baroness Fookes, die 2000 Ehrenbürgerin (Freeman) von Plymouth wurde, ist seit 2001 Mitglied des Parlamentsprojekts für die Streitkräfte sowie Deputy Lieutenant von East Sussex. Seit 2002 ist sie darüber hinaus stellvertretende Sprecherin des Oberhauses sowie stellvertretende Vorsitzende der Oberhausausschüsse und zwischen 2003 und 2007 auch Vorsitzende des Komitees zur Stärkung des Oberhauses (House of Lords’ Refreshment Committee).
Am 4. Juli 2006 kandidierte Baroness Fookes, die seit 2002 Gouverneurin des Kelly College in Tavistock sowie 2006 Präsident der Vereinigung der Kriegswitwen ist, für das Amt der Sprecherin des Oberhauses (Lord Speaker), unterlag aber der Helene Hayman, Baroness Hayman.
Seit 2010 ist sie außerdem Mitglied des Oberhausausschusses für Kommunikation.